# Casaralta Tipo 1979

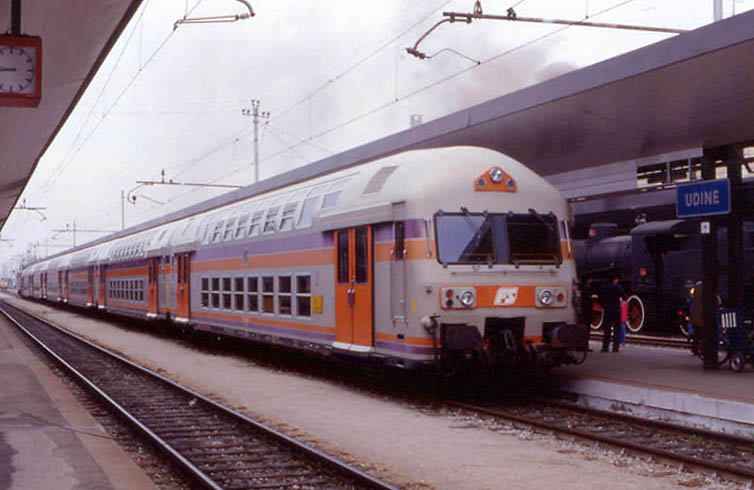
Rame Casaralta Tipo 1979 6 caisses dans sa livrée d'origine (1981) vue coté voiture semi-pilote

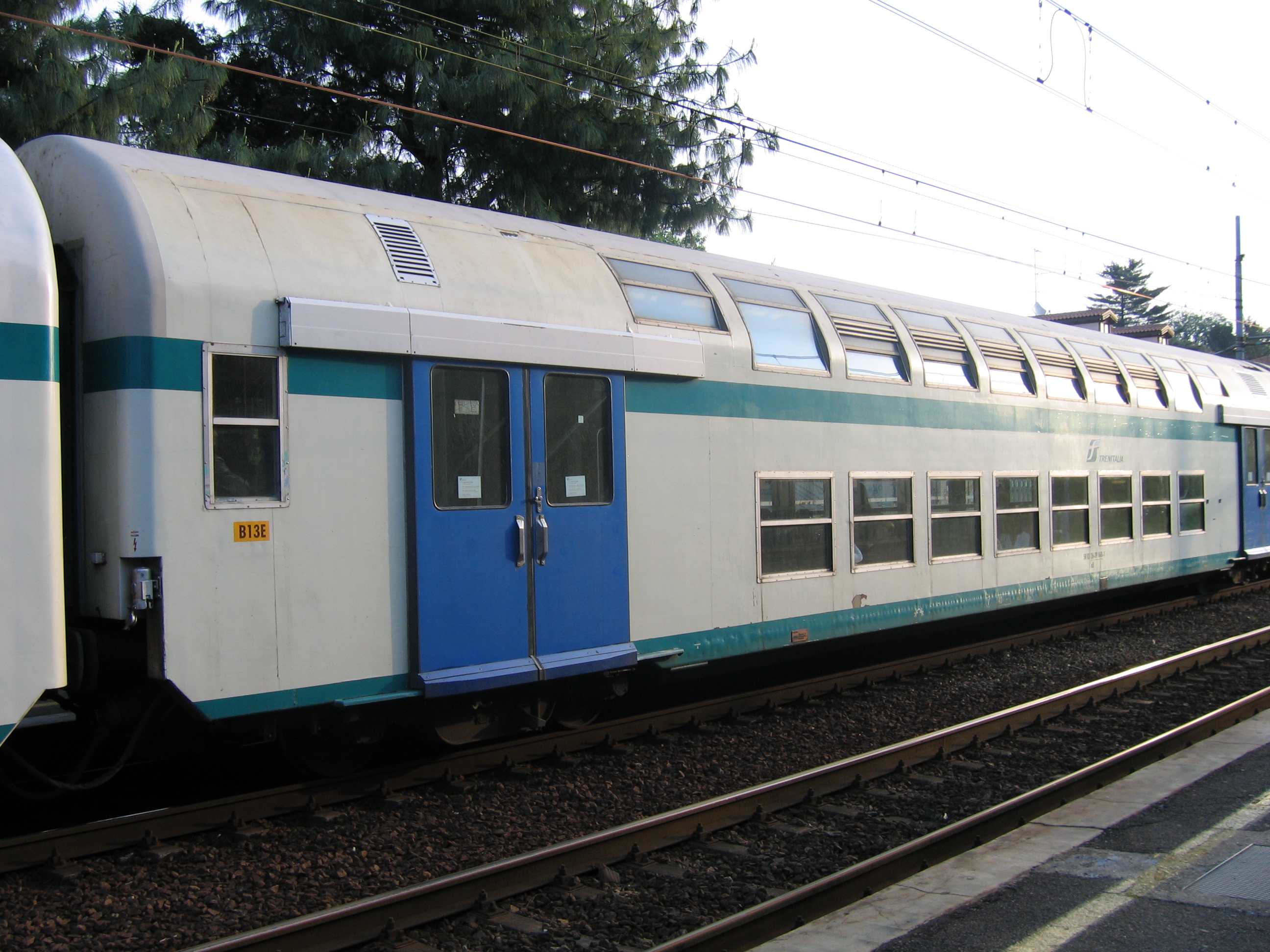
Voiture Casaralta Tipo 1979 à étage livrée FS suburbano sur la ligne S6 en gare de Magenta

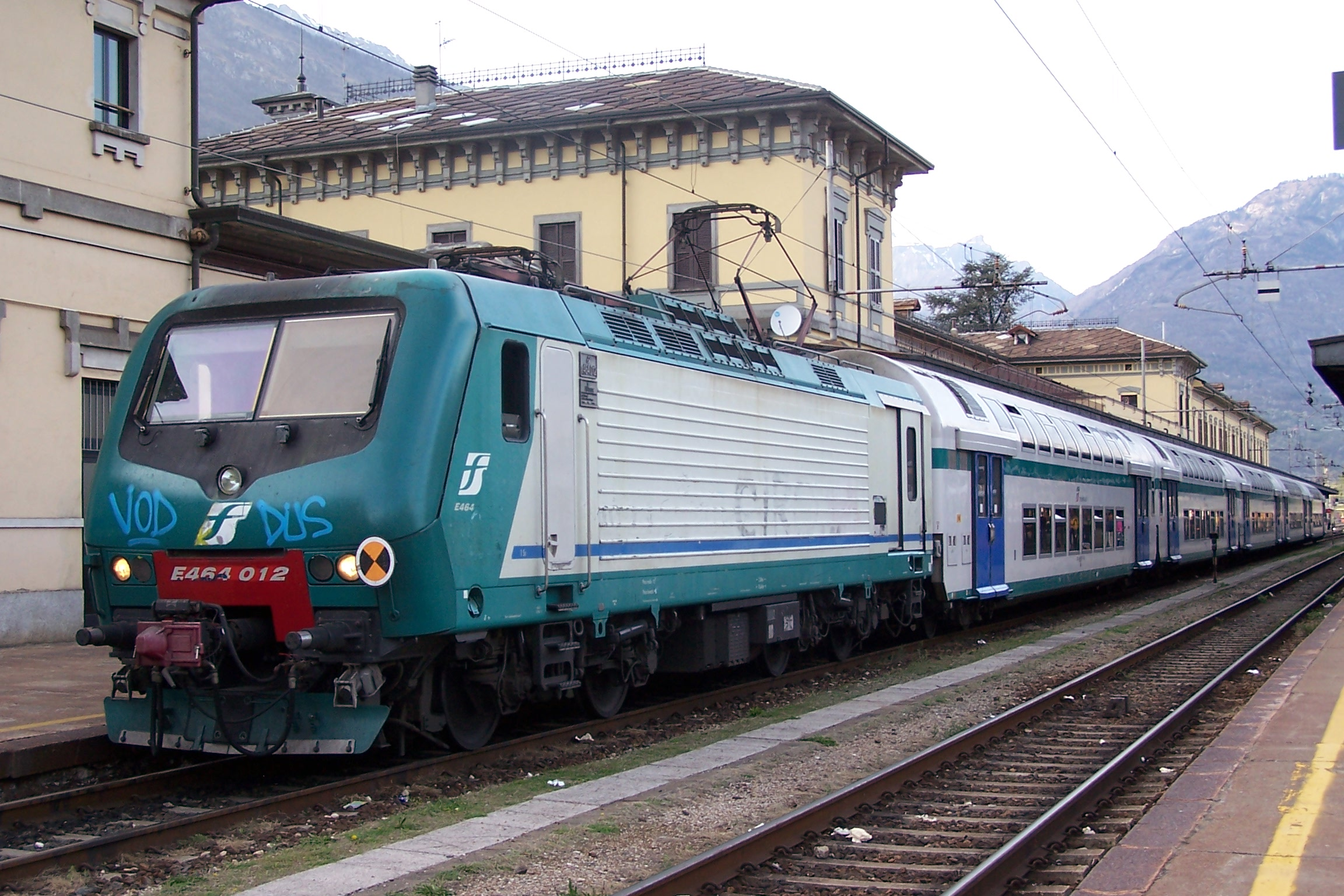
Rame Casaralta tirée par une locomotive FS E.464

Les Casaralta Tipo 1979 sont des voitures ferroviaires à deux niveaux conçues pour le service suburbain et régional à fort trafic de passagers et utilisées depuis 1980 en Italie. Elles sont un élément des rames ferroviaires remorquées, réversibles à deux niveaux composées de trois, quatre ou six voitures. Ces rames sont utilisées sur le réseau régional des Ferrovie dello Stato Italiane - FS et de sa filiale Ferrovie del Sud-Est - FSE et, sur le réseau de la grande banlieue de Milan par les Ferrovie Nord Milano - FNM.
La rame est constituée d'une locomotive traditionnelle tractant des voitures à 2 niveaux Casaralta Tipo 1979 et d'une voiture semi-pilote. On les appelle souvent simplement Casaralta, du nom de l'entreprise qui les a construites entre 1980 et 1992.

## Histoire
Les premières voitures à deux étages qui, à l'origine, étaient sans toit à l'étage supérieur, ont été construites à la fin des années 1800 en Prusse. Le principe a été copié en France, à partir des années 1920, mais les voitures étaient dotées d'un toit. Leur diffusion en Europe est essentiellement due à la concentration des populations autour des grandes agglomérations qui, pour se déplacer en milieu urbanisé, devaient utiliser les transports en commun. En Italie, on qualifie ces rames TAF - Treni ad Alta Frequentazione - Trains à Haute Fréquentation. Le nom TAF est d'ailleurs devenu le nom d'une rame spécifiquement conçue par le groupement AnsaldoBreda-Firema-Tecnomasio pour les trains de la grande banlieue de Milan. 
En France, dans les années 1930, l'Administration des chemins de fer de l'État, en butte à des problèmes de capacité avec son vieux matériel sur les lignes de banlieue de l'ouest parisien, a fait construire 50 voitures à étage "Etat". Le but était d'augmenter la capacité des trains, sans en modifier la longueur, en raison de la longueur limitée des quais de la gare Saint-Lazare. Au début des années 1970, la SNCF fait transformer des voitures de banlieue à un étage en voitures à deux niveaux destinées au service suburbain et régional par CIMT Lorraine pour les lignes desservant les banlieues parisiennes. Pour assurer le service sur le réseau Transilien, la SNCF a fait construire 589 voitures VO 2N (Voiture Omnibus à deux étages), mises en service en 1975, plus tard également appelées VB 2N (Voiture de Banlieue à deux niveaux) et VR 2N (Voiture Régionale à deux niveaux). Elles présentaient une livrée gris et orange, dite Béton, d’abord tractées par les locomotives de la "famille des Danseuses" (BB 17000 ou BB 16500 pour les réseaux en 25 kV 50 Hz et BB 8500 ou BB 25500 pour les réseaux en 1,5 kV CC).
Dans les années 1970, avec l'explosion du nombre de déplacements domicile-travail vers et depuis les grandes villes, les chemins de fer italiens (FS) se sont retrouvés dans l'obligation d'augmenter rapidement la capacité de transport de banlieue. En particulier, le service suburbain et local avec un grand nombre de passagers était encore assuré avec des trains comportant les anciennes voitures Centoporte (it) et Corbellini (it). Il y avait donc un besoin urgent de remplacer ces anciens matériels, qui n'étaient plus adaptés aux besoins de transport des passagers sur des itinéraires courts avec des accès aisés et rapides, par un matériel moderne et plus fonctionnel.
Les FS ont pris en considération ce type de voitures qui offraient une capacité presque le double d'une voiture standard. Les FS ont conçu leur propre voiture à 2 niveaux et passé une commande de 382 voitures "Tipo Doppio Piano 1979", au constructeur Officine Casaralta S.p.A. de Bologne. Initialement classées nBz ou nB, chaque voiture offrait 150 places assises. 15 voitures ont été aménagées avec le niveau bas en 1re classe, classées nB ou nA, réduisant légèrement la capacité de la voiture. La première livrée a été baptisée « FS Navetta » avec un fond gris beige et des bandes orange et violettes.

## Caractéristiques

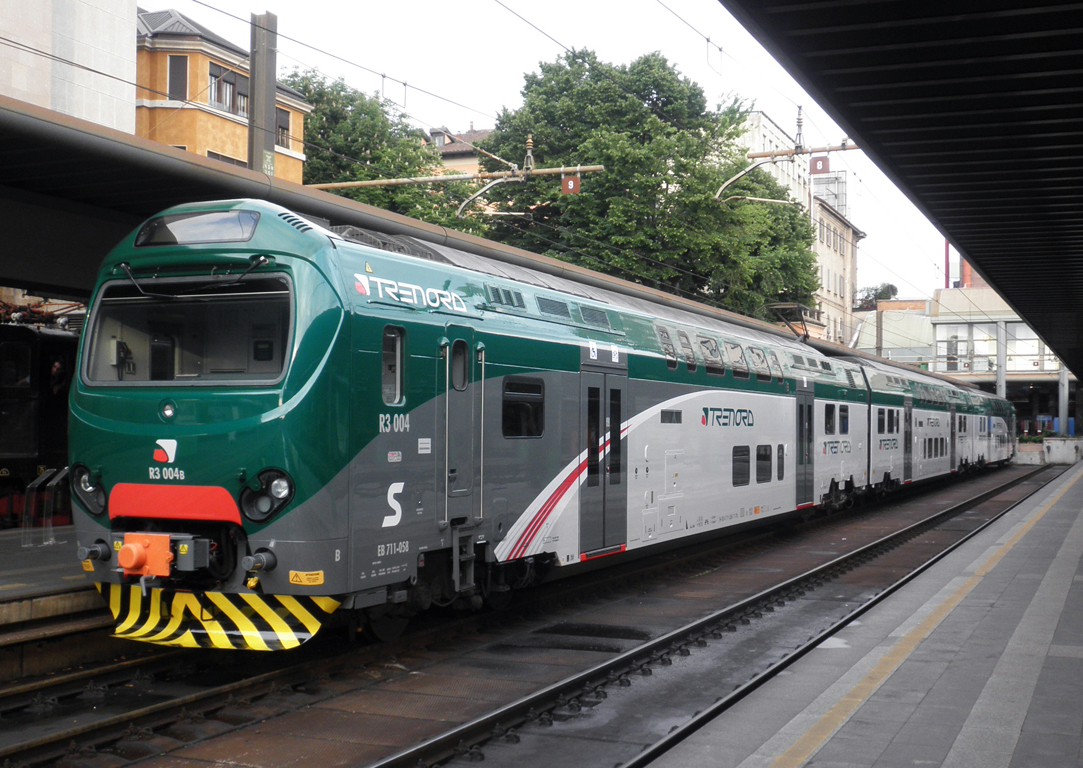
Rame Casaralta 3 caisses FNM E.710 Trenord en gare de Milan-Cadorna

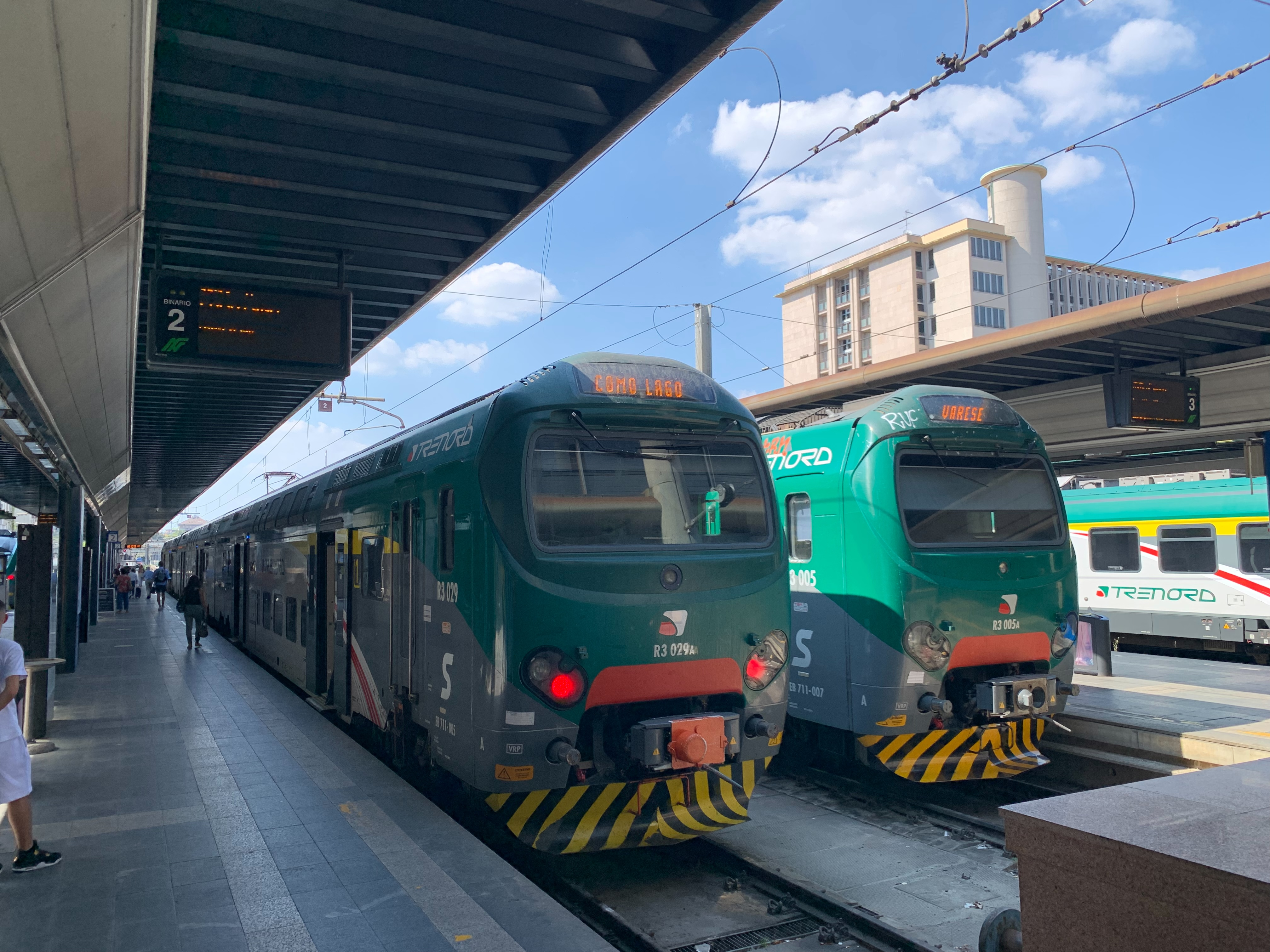
Rames Casaralta 4 caisses FNM E.710 Trenord en gare de Milan-Cadorna

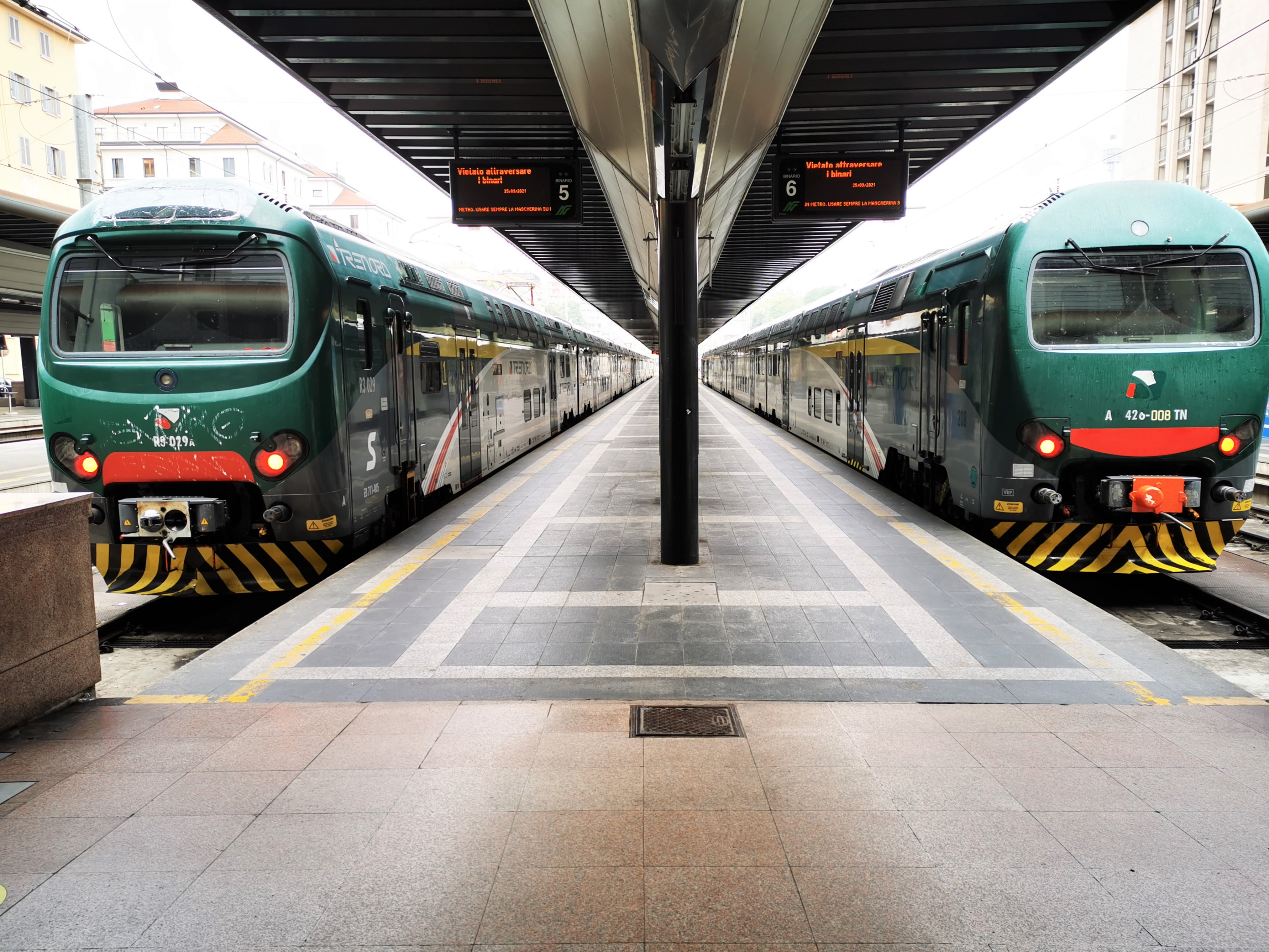
Rames Casaralta (à gauche) et TAF (à droite) en gare de Milan-Cadorna

Lors de leur mise en service en 1981, les voitures à deux étages Casaralta Tipo 1979 garantissaient un nombre de places très élevé, notamment par rapport aux voitures des FS MDVC (Medie Distanze Vestiboli Centrali - « Moyennes Distances Vestibules Centraux ») et MDVE (Medie Distanze Vestiboli Estremi - « Moyennes Distances Vestibules aux Extrémités ») et aux voitures à plancher surbaissé (it), mises en service en 1967.
Ces voitures ont été construites avec des caisses en acier spécial et un aménagement intérieur utilisant essentiellement des stratifiés de bois et plastique, ce qui leur ont conféré un poids inférieur aux voitures standard. Leur grande capacité, pour une longueur relativement courte, leur a permis d'être utilisées pour assurer des transports sur des lignes très fréquentées avec des gares à quais courts, comme beaucoup des gares de banlieue et de centre ville. Les grandes portes coulissantes à commande pneumatique de 1,80 mètres permettent un embarquement facile et rapide même en cas de forte affluence de passagers. Les fenêtres sont équipées de pare-soleils et de barres de protection, celles de l'étage sont galbés. La caractéristique technique de ces voitures est l'adoption d'une suspension pneumatique en lieu et place des suspensions traditionnelles à ressorts, montées sur des bogies spéciaux surbaissés à empattement court, construits spécifiquement par Fiat Ferroviaria : les bogies « Fiat 2P ».
À partir de 1995, pour éviter les fréquents dommages causés à la carrosserie par des actes de vandalisme "(Tags)", tous les wagons du groupe Ferrovie dello Stato Italiane ont été recouverts d'une pellicule de protection adhésive, appliquée lors de la livrée FS XMPR (it). En 2001, les FS ont entrepris un processus de revamping des voitures à deux étages, en modernisant leur aménagement intérieur mais surtout en améliorant de façon significative le confort des voyageurs avec la modernisation de la distribution électrique avec l'ajout de prises pour les passagers, l'installation de la climatisation dans toutes les voitures de 1re et 2e classe, le remplacement des fenêtres ouvrantes par des fixes, l'installation de revêtements intérieurs insonorisés et de sièges simples à la place des banquettes d'origine, tout en garantissant la vitesse des rames à 140 km/h.
Bien qu'elles aient été conçues à l'origine avec uniquement des aménagements de 2e classe (à l'exception des voitures-pilotes des Ferrovie Nord Milano, qui ont disposé dès l'origine de la 1re classe, Trenitalia a entrepris cette modification lors du revamping sur le niveau bas de certaines voitures. La capacité des voitures-pilotes passa alors de 142 à 124 places et celle des voitures standard de 150 à 132 places assises.

## Utilisateurs

### FS-Trenitalia
Les première rames composées de voitures Casaralta Tipo 1979 ont été mise en service sur le réseau des FS du compartiment de Gênes le 25 mars 1981. Toutes les rames de 6 caisses construites pour les FS (382 voitures standard et 78 voitures-pilotes) ont été transférées à Trenitalia en 2000, lors de la scission du groupe FS, imposée par la Commission européenne. Trenitalia a pris le contrôle de la Division Passagers, de la Division des Transports Régionaux, de la Division Cargo et de l'Unité Technologie et Matériel Roulant, suivant la directive européenne n°. 440/91, qui prévoyait la séparation comptable entre les entités qui gèrent le service ferroviaire et celles qui gèrent les infrastructures, en Italie RFI SpA, afin d'ouvrir le marché à la libre concurrence entre les entreprises, ce que l'Italie a fait en 1992. 
Les 382 voitures à étage Casaralta Tipo 1979 de Trenitalia ont été rénovées à partir de 2001 et ont été maintenues en service actif jusqu'en 2020. La dernière rame des FS a effectué son dernier voyage le samedi 23 mai 2020 reliant la gare de Gênes-Brignole à Savone. Quelques voitures-pilotes sont restées en service pendant un certain temps pour tracter des rames composées de voitures à plancher surbaissé. Trenitalia a remplacé les rames Casaralta par les nouvelles rames automotrices Corifer Vivalto et ETR 421 Caravaggio à deux étages.

### Ferrovie del Sud Est

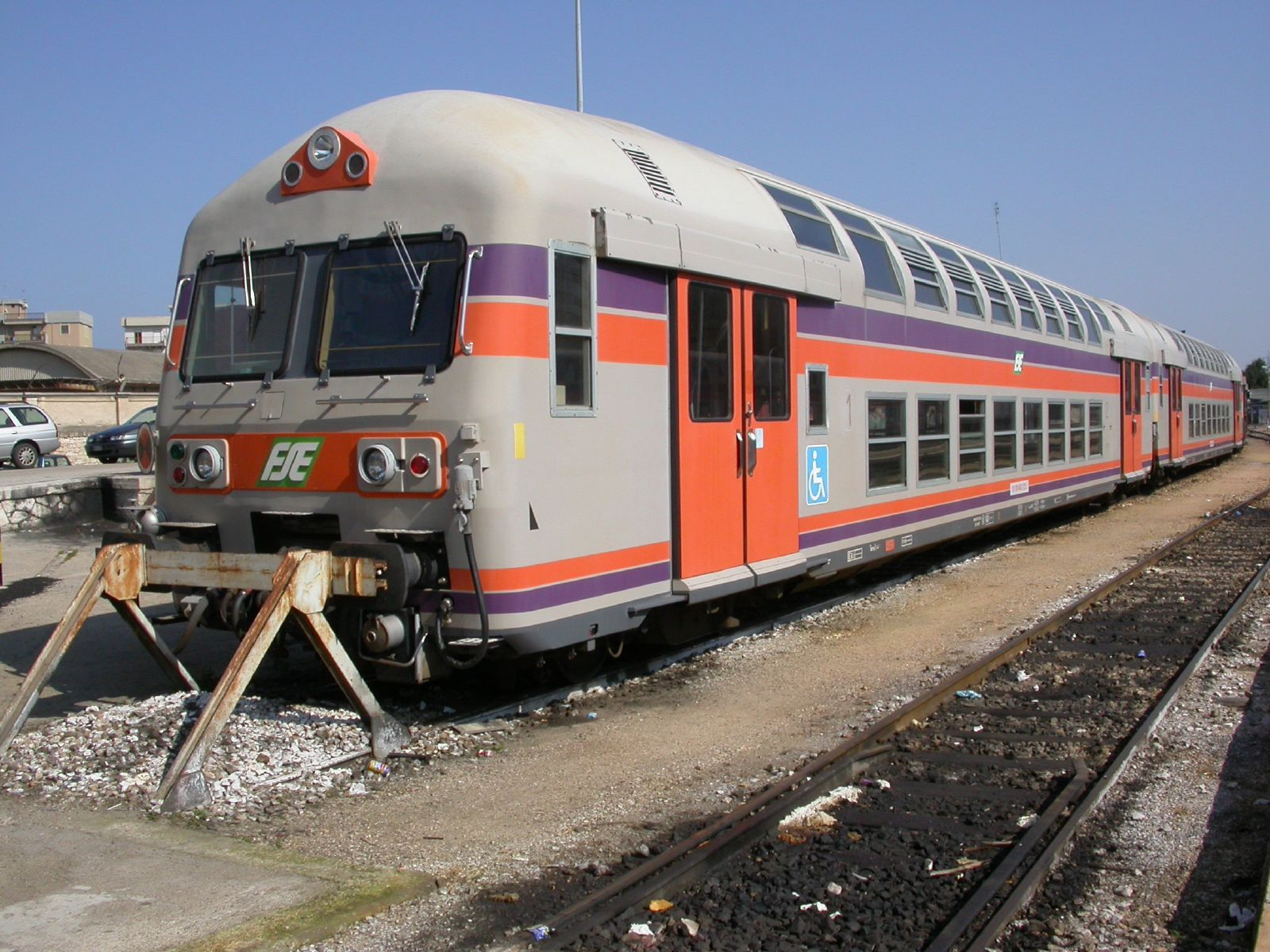
Rame FSE Casaralta Tipo 1979 en livrée d'origine FS Navetta

En 1990, les Officine Casaralta SpA ont livré à la filiale des FS, les Ferrovie del Sud Est 8 voitures à étage Casaralta Tipo 1979 du même type que celles fournies aux FS, dont 2 voitures-pilotes, en livrée d'origine FS orange-gris-violet. Sur les lignes locales, les 2 rames navettes comprenant 3 caisses étaient destinées à la ligne reliant Bari à Martina Franca, dans les Pouilles, tractés par les locomotives diesel DE.122 ou BB.150.
En 2014, six voitures étaient toujours opérationnelles. En 2016, les six voitures ont reçu une nouvelle livrée aux nouvelles couleurs de la compagnie blanc-rouge-noir. Elles ont toutes été radiées en 2019 et démolies en 2020.

### Ferrovie Nord Milano - FNM
Lors du rachat des Ferrovie Nord Milano en 1974 par la Région Lombardie, il devint nécessaire de renouveler le parc de matériel roulant et certains équipements techniques, considérés comme obsolètes. Pour cela, la Région Lombardie a confié aux sociétés d'ingénierie Metropolitana Milanese Engineering SpA (it) et Italconsult, la tâche d'élaborer un plan de restructuration des FNM.
Le plan a été présenté en 1975 et le type de matériel roulant a été défini avec l'ensemble des intéressés. En automne 1978 il a été décidé de répartir les commandes entre le Consortium G.A.I., Socimi et Officine Casaralta SpA pour la fourniture de 12 automotrices FNM E.750, 28 voitures à un étage et 24 voitures à deux étages,. La livraison des voitures était prévue en 1980, celle des automotrices électriques, l'année suivante.
Les Officine Casaralta de Bologne ont livré à FNM les premiers exemplaires des voitures à deux étages en mai 1980, destinées aux services des lignes les plus fréquentées liées au hub de Milan dans la livrée originale blanc-or jaune. Les voitures à deux étages furent le signe le plus important du renouvellement de la flotte des chemins de fer lombards FNM.
Compte tenu du nombre limité de locomotives disponibles, des locomotives FS E.626 ont dû être louées aux FS pour tracter les trains les plus lourds, composés de cinq voitures à deux étages et d'un wagon technique de la série FNM "G", contenant les équipements pour la transformation de la tension de la ligne aérienne de 3 kV en 380 V pour le fonctionnement des services électriques des trains.

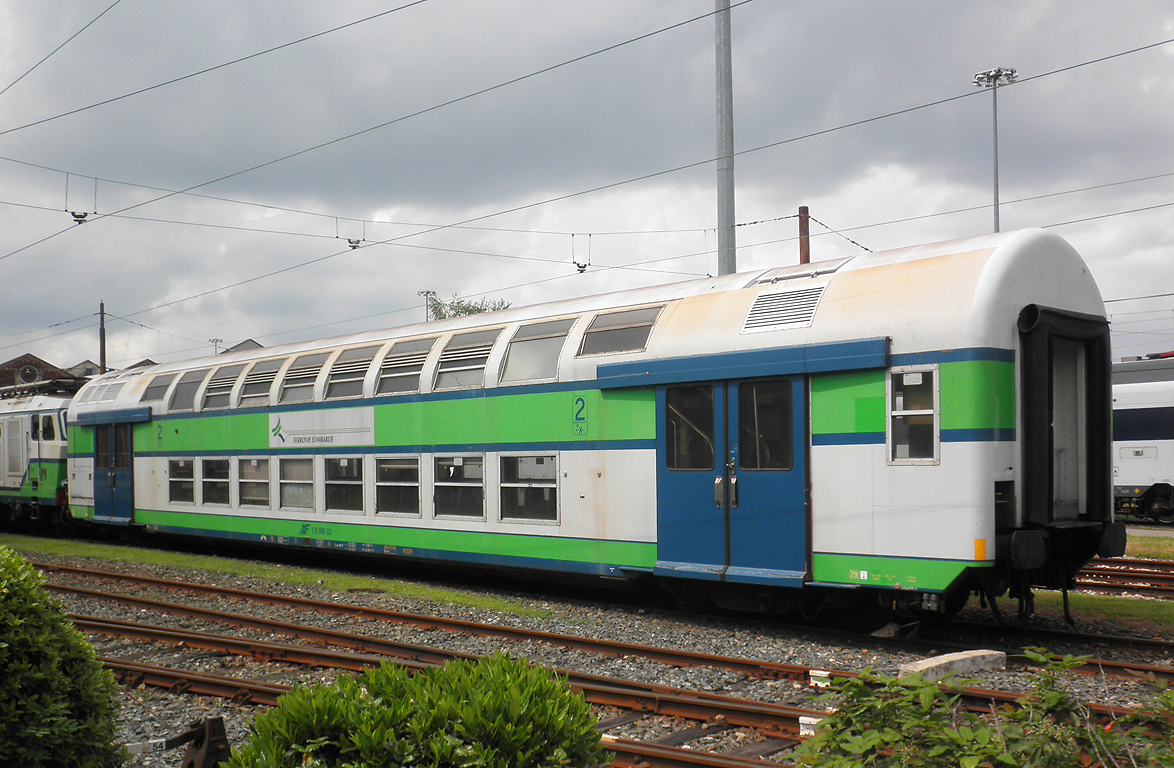
Voiture Casaralta à étage livrée FNM Trenord vert-blanc-bleu

Grâce à la livraison des premières automotrices EA.750 en 1982 et des locomotives FNM E.620 en 1985, les voitures à deux niveaux FNM Casaralta Tipo 1979 ont commencé à être utilisées avec des motrices de conception moderne, capables de garantir de meilleures performances opérationnelles, surtout sur les itinéraires avec des arrêts fréquents et rapprochés.
Pour satisfaire la demande croissante de transports de banlieue, en 1987, une deuxième série de dix-huit voitures a été livrée aux Ferrovie Nord Milano.
À partir de 1995, toutes les voitures Casaralta "Doppio Piano FNM" ont reçu la livrée "régionale" aux couleurs vert-blanc-bleu avec une pellicule anti-graffitis. Avec l'an 2000 et le processus de réorganisation du groupe FNM, le logo figurant sur chaque côté des voitures a été remplacé par l'inscription « Ferrovie Lombarde ».

### Trenord

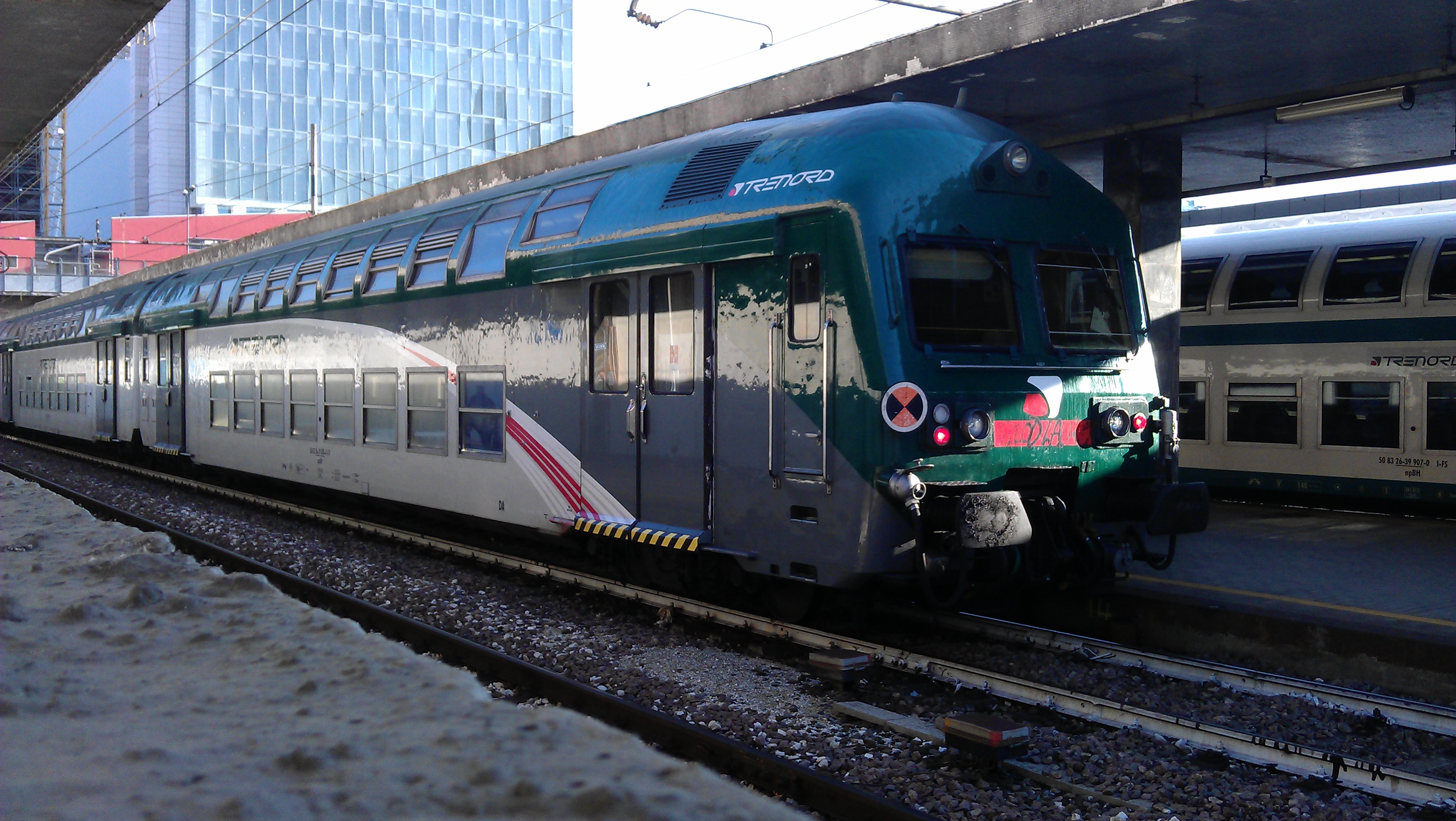
Voiture-pilote Casaralta Tipo 1979 en livrée Trenord en gare de Milan-Porta Garibaldi

Avec la création de la société Trenord , composée à 50 % de la direction régionale Lombardie de Trenitalia et aux 50 % restants de Ferrovienord , toutes les unités à deux étages de la FNM et de la division Lombardie de Trenitalia ont été mises en service par Trenord. , pour lequel un programme indépendant de restylage esthétique et fonctionnel de certaines des voitures reçues de Trenitalia a été mis en œuvre, avec l'installation de sièges individuels, de vitres scellées et de climatisation. Ces unités ont été refilmées extérieurement (presque toutes) dans la livrée Trenord.
Depuis le 26 juin 2019 , certaines voitures à deux niveaux Trenord sont équipées d'équipements de première classe à l'étage inférieur ; les voitures ainsi modifiées se distinguent des autres par l'application extérieure d'une bande jaune avec quelques symboles "1" au-dessus des vitres ; jusqu'à cette date, pour offrir des sièges de première classe dans les trains Trenord, les voitures Casaralta étaient incluses dans les compositions des voitures MDVC équipées de première classe. Les dernières voitures Casaralta de Trenord reçues de Trenitalia ont fonctionné jusqu'en avril 2024, date à laquelle elles ont été complètement abandonnées et remplacées par les nouvelles voitures Vivalto et les trains électriques Caravaggio .
Les voitures reçues de la FNM n'ont cependant vu l'application de la livrée Trenord que sur certaines unités. Leur mise hors service a pris fin en mars 2017 , après une période pendant laquelle ils sont restés utilisés uniquement comme véhicules supplémentaires en attendant la livraison complète de tous les trains électriques TSR . Actuellement, beaucoup d'entre eux ont été démolis, même si quelques exemples existent encore, avec pour mission de fournir des pièces de rechange aux anciens homologues de Trenitalia. Les FNM Double Deckers ont été progressivement transférées avec les locomotives E.620 et les électromotrices EA.750 au carrefour Sacconago du réseau social Ferrovie Nord Milano, à Garbagnate Milanese et aux dépôts Trenord de Milan Fiorenza et Novate Milanese , en attendant d'être destinées. pour démolition, principalement dans une usine de San Giuseppe di Cairo .
Fin juillet 2024, sur les quelque 440 voitures produites (y compris semi-pilotes et intermédiaires), environ 380 voitures avaient déjà été démolies et une cinquantaine avaient été mises de côté dans différents ports italiens, principalement à Alessandria Smistamento. Seuls deux semi-pilotes de refonte sont encore en vigueur chez Trenord.

## L'autorail CFC A2n
L'autorail expérimental CFC A2n construit par le groupement Casaralta-Fiat Ferroviaria-CIMT est une véritable curiosité. C'est une sorte de voiture-pilote à double face, propulsé par un moteur IVECO 828 SRI 8 cylindres en V, il pouvait atteindre 115 km/h, mais sa faible puissance pour gravir les pentes des lignes de montagne avec un seul bogie motorisé ne présageait qu'un échec sur les réseaux italiens. Présenté à Chivasso le 21 octobre 1982, l'A2n a été testé sur les lignes secondaires du Piémont : Turin-Trofarello, Fossano-Limone Piemonte, Cuneo-Vintimille et Nice, Brescia-Iseo-Edolo, Ferrare-Suzzara, sur le réseau ACT d'Emilie-Romagne et sur la ligne Canavesana pendant un peu plus de cinq ans. Ils n'a pas été jugé adapté pour servir sur les petites lignes montagneuses. Il a ensuite été testé à l'étranger. 
En 1988, il est acheté par l'association suisse "Vapeur Val-de-Traves" de Neuchâtel pour assurer le service sur la ligne Travers-St.Sulpice. En 1997, après une décennie de bons et loyaux services, il est vendu à la SNIM – Société Nationale des Industries et Mines de Mauritanie. Il est alors équipé de la climatisation pour être utilisé à des fins touristiques. Il est resté un exemplaire unique.